# Metacnephia uzunovi
Metacnephia uzunovi is een muggensoort uit de familie van de kriebelmuggen (Simuliidae). De wetenschappelijke naam van de soort is voor het eerst geldig gepubliceerd in 1985 door Kovachev.